# Captain Canuck
El Captain Canuck és un superheroi canadenc de còmics. Creat pel dibuixant Ron Leishman i l'artista i escriptor Richard Comely, l'original Captain Canuck va aparèixer per primera vegada a Captain Canuck #1 (juliol de 1975). La sèrie va ser el primer còmic canadenc d'èxit des del col·lapse de la indústria del còmic del país després de la Segona Guerra Mundial.
Tres personatges han portat el vestit de fulla d'auró del captain Canuck. El primer captain Canuck va patrullar el Canadà l'any futurista de 1993, on "Canadà s'havia convertit en el país més poderós del món". Era l'agent disfressat de l'"Organització de Seguretat Internacional del Canadà" (CISO). El 1995, el captain Canuck va ser honrat amb un segell de correus canadenc, juntament amb Superman, Johnny Canuck, Fleur de Lys i Nelvana of the Northern Lights.
Com la majoria dels còmics independents, les aventures del captain Canuck s'han publicat esporàdicament.